# نادیه ارسلان
نادیه ارسلان (انگلیسی: Nadia Arslan; ۲۷ مارس ۱۹۴۹ – ۲۵ مهٔ ۲۰۰۸) هنرپیشه اهل لبنان بود.